# Nidorellia armata
Nidorellia armata är en sjöstjärneart som först beskrevs av Gray 1840.  Nidorellia armata ingår i släktet Nidorellia och familjen Oreasteridae. Inga underarter finns listade i Catalogue of Life.

## Bildgalleri

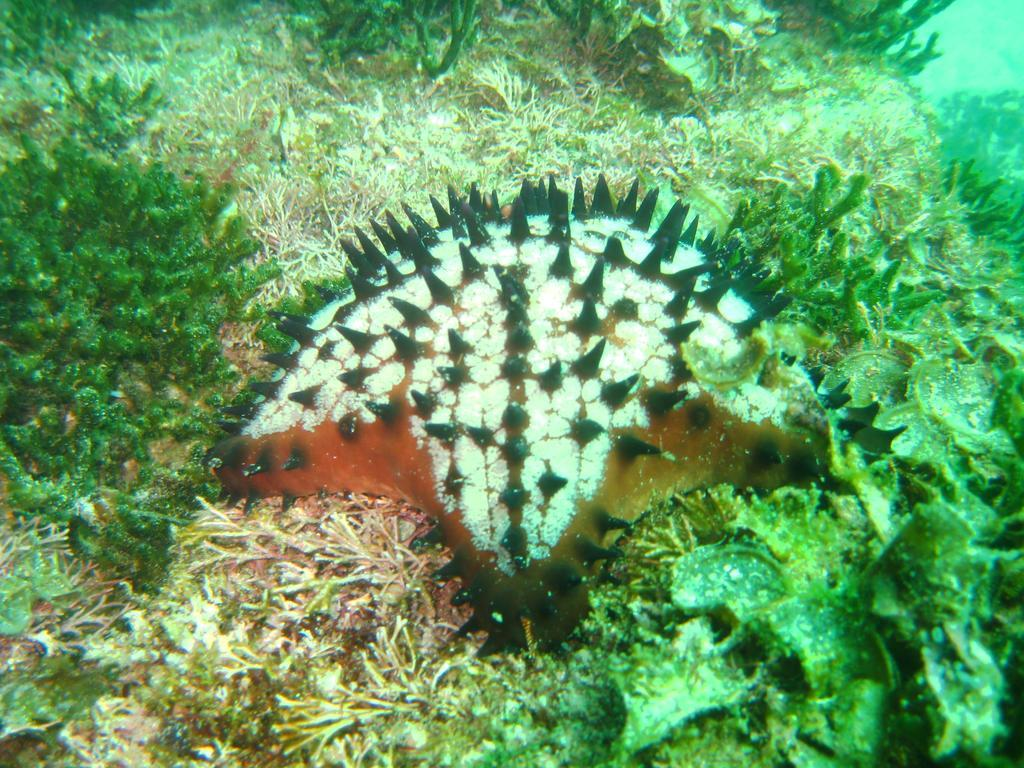